# Rocs Blancs (Espolla)
El Rocs Blancs és una muntanya de 212 metres que es troba al municipi d'Espolla, a la comarca catalana de l'Alt Empordà. L'entorn fa part de la Xarxa Natura 2000. S'hi troba un menhir que ha estat tirotejat durant maniobres militars per l'exèrcit espanyol.